# Korn Sirisorn
Korn Sirisorn (กรณ์ ศิริสรณ์), nome precedente Vorakorn Sirisorn (วรกร ศิริสรณ์), noto anche con lo pseudonimo di Kang (กั้ง) (Bangkok, 30 ottobre 1994), è un cantante e attore televisivo thailandese.

## Biografia
Diplomatisi all'Università Chulalongkorn in facoltà di lettere, ha cominciato la carriera musicale nel gruppo XIS, insieme a Kevin, Pichy, Kyungtae, Kwang e Jiho. Con lo scioglimento della band allo scadere del contratto discografico, ha partecipato da solista al talent show The Star, alla decima edizione, arrivando al primo posto.
Tra i ruoli da lui interpretati in televisione vi sono Porsche in Run phi Secret Love, Thesis in U-Prince Series e Pok in Secret Seven - Thoe khon ngao kap khao thang chet.

## Discografia (con gli XIS)

### EP
- 2012 - Crossing (X-ing)

### Singoli
- 2011 - Mai Dai Auk Huk (Deception)
- 2011 - Reverse
- 2012 - Honey, I Hate You
- 2012 - Kao Leu (Bad News)

## Discografia (da solista)

### Singoli
- 2014 - Peua Dao Duang Nun
- 2014 - Jup
- 2014 - Kor Bpen Kon Soot Tai
- 2015 - Playng Bprajam Krohng Gaan Bio Gang
- 2015 - Pleng Kaung Tur (La... La)
- 2015 - Ruk Tur Leua Gern
- 2016 - Fai Diao
- 2018 - Poot Dai Kae Nai Jai

## Filmografia

### Televisione
- Torfun gub marwin - serie TV (2015)
- Ching rak rissaya - serie TV (2017)
- Run phi Secret Love - serie TV, 14 episodi (2016-2017)
- U-Prince Series - serie TV, 8 episodi (2016)
- Rao kuerd nai tatchakarn tee kao - The Series - serie TV (2016)
- Secret Seven - Thoe khon ngao kap khao thang chet - serie TV, 12 episodi (2017)
- Love Books Love Series - serie TV, 4 episodi (2017)
- Ruen benjapit - serie TV, 32 episodi (2018)
- Taan tawan janwaat - serie TV (2018)
- Kah lom hon teuk - serie TV (2018)